# 阿细跳月
阿细跳月是彝族撒尼人和阿细人的民间舞蹈之一。流行于云南彝族地区。主要动作有三步一蹦跳、拍掌、跳转等。节奏鲜明，情绪欢快。又称跳乐。
中國民族音樂家彭修文曾根據該舞蹈的音樂，寫了民族管弦樂曲《阿細跳月》。